# Wielkie krążowniki typu Alaska
Krążowniki  typu Alaska – seria amerykańskich wielkich krążowników z czasów II wojny światowej. Planowano budowę sześciu okrętów tej serii, lecz rozpoczęto budowę tylko trzech, a z tych tylko dwa ukończono i wprowadzono do służby. Pierwszy okręt serii otrzymał nazwę "Alaska" (CB-1), drugi "Guam"(CB-2), następne – "Hawaii" (CB-3), "Philippines" (CB-4), "Puerto Rico" (CB-5) i "Samoa" (CB-6).

## Klasa
Okręty typu Alaska są określane często jako wielkie krążowniki (ang. large cruisers), ponieważ ich uzbrojenie artyleryjskie i wyporność plasuje je pomiędzy krążownikami ciężkimi i pancernikami. Większość autorytetów, w tym sama United States Navy, twierdzi że okręty typu Alaska były raczej wielkimi krążownikami niż pełnoprawnymi krążownikami liniowymi. Aby zaznaczyć ich pośrednią pozycję, US Navy nadała okrętom nazwy pochodzące od terytoriów zależnych USA, w przeciwieństwie do tradycyjnych nazw pancerników (nazwy stanów amerykańskich) lub krążowników (miasta amerykańskie).

## Historia
Pod koniec lat 30. w Stanach Zjednoczonych opracowano koncepcję budowy dużych krążowników przeznaczonych do walki z krążownikami powstałymi po I wojnie światowej w ramach międzynarodowych traktatów ograniczających zbrojenia na morzu. Nowo projektowane jednostki były także odpowiedzią na doniesienia o budowie podobnych jednostek w Japonii. Głównym wymaganiem, jakie miały spełniać okręty, była możliwość współdziałania z nowo tworzonymi zespołami uderzeniowymi floty, których trzonem były lotniskowce.
Budowę pierwszej z serii sześciu zamówionych jednostek, USS "Alaska" rozpoczęto 17 grudnia 1941 w stoczni New York Shipbuilding w Camden w stanie New Jersey. Jednostka weszła do służby 17 czerwca 1944. W trzy miesiące później do służby weszła bliźniacza jednostka USS "Guam". Budowa trzeciej jednostki USS "Hawaii", pomimo zaawansowanego poziomu prac kadłubowych, nie została ukończona.
Pierwsze doświadczenia z walk na Pacyfiku wykazały dominującą rolę, jaką zaczęło odgrywać lotnictwo i lotniskowce. Było to główną przyczyną anulowania w czerwcu 1943 zamówienia na pozostałe trzy jednostki typu Alaska. Okręty wzięły udział w końcowej fazie walk na Pacyfiku.
W latach 1947-1960 znajdowały się w rezerwie, a w 1961 zostały złomowane.